# Échillais
Échillais ist eine Gemeinde mit 3701 Einwohnern (Stand 1. Januar 2022) im Département Charente-Maritime in der Region Nouvelle-Aquitaine in Frankreich. Die Gemeinde gehört zur Unité urbaine de Rochefort.

## Lage
Échillais liegt im Nordwesten der historischen Provinz und Kulturlandschaft der Saintonge etwa 1,5 Kilometer südlich der Charente und nur etwa vier Kilometer südlich der Stadt Rochefort. Nach Saintes sind es etwa 33 Kilometer in südöstlicher Richtung.

## Bevölkerungsentwicklung
| Jahr      | 1962 | 1968 | 1975 | 1982 | 1990 | 1999 | 2006 | 2018 |
| Einwohner | 1297 | 1476 | 1847 | 2575 | 2672 | 2821 | 2894 | 3546 |

Zu Beginn des 19. Jahrhunderts hatte Échillais nur gut 300 Einwohner. Seitdem wuchs die Bevölkerung ununterbrochen, was im Wesentlichen auf die Zuwanderung infolge der – im Vergleich zur Stadt Rochefort – deutlich niedrigeren Mieten und Grundstückspreise zurückzuführen ist.

## Wirtschaft
Vor Jahrhunderten spielte die Landwirtschaft die dominierende Rolle im Wirtschaftsleben der Gemeinde. Diese gehört zu den Bois ordinaires et communs des Weinbaugebiets Cognac, doch wegen der Absatzkrise bei teuren Weinbränden und bei Wein insgesamt werden kaum noch Rebstöcke angepflanzt; die Bauern in der Umgebung sind wieder zur 'normalen' Landwirtschaft zurückgekehrt. Échillais hat mittlerweile zwei Gewerbegebiete (zones d’activités) – jeweils eines im Norden und im Süden der Gemeinde.

## Geschichte
Die Existenz einer romanischen Kirche lässt auf eine lange Besiedlung des Ortes schließen.

## Sehenswürdigkeiten

### Sonstige

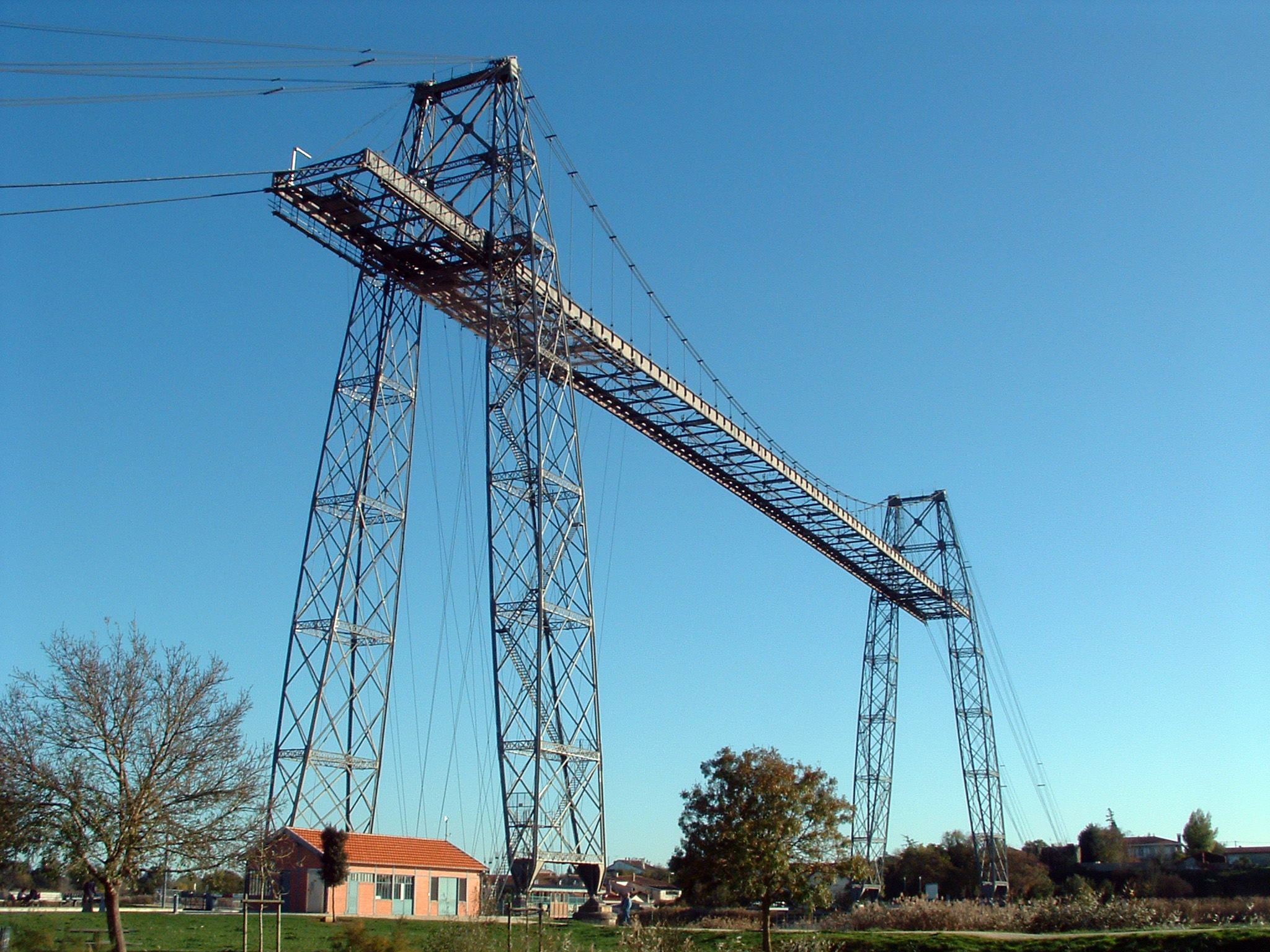
Schwebefähre (pont-transbordeur) von Rochefort nach Échillais

- Die von Ferdinand Arnodin am 29. Juli 1900, nach 27 Monaten Bauzeit, fertiggestellte Schwebefähre Rochefort führt von Rochefort nach Échillais über die Charente. Sie ist eine der drei heute noch existierenden Schwebefähren (ponts-transbordeurs) von Arnodin. In Gebrauch ist dieses historische Monument heute jedoch nur noch für Fußgänger und Zweiräder.
- Das Maison du Transbordeur in einer ehemaligen Werkhalle in der Nähe der Schwebefähre widmet sich anhand von Schautafeln der Geschichte dieser eigenartigen Stahlkonstruktionen, von denen weltweit nur noch acht existieren.
- Ein Spielzeugmuseum (Musée du jouet ancien) ist im Besitz von etwa 15.000 historischen Spielgeräten bzw. -figuren. Hier finden sich Zinnsoldaten ebenso wie Auto- und Flugzeugmodelle. Es ist ein Privatmuseum, das aber nach vorhergehender Anmeldung besichtigt werden kann.

Siehe auch: Liste der Monuments historiques in Échillais

## Partnergemeinde
- Uettingen, Unterfranken